# Lista de arranha-céus da cidade do Rio de Janeiro
A lista a seguir contém os  arranha-céu da cidade do Rio de Janeiro, com mais de 100 metros de altura:

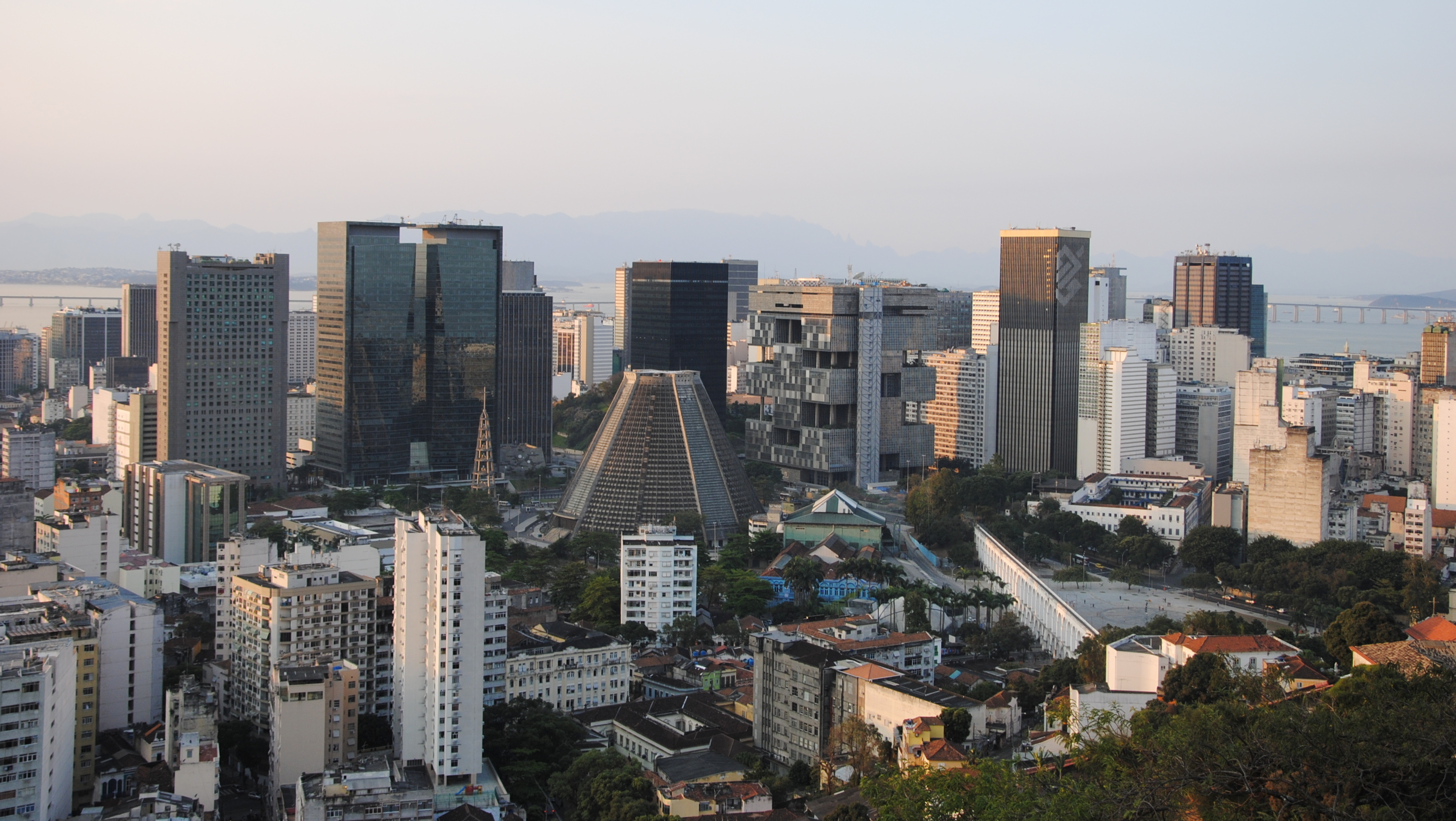
Centro do Rio de Janeiro, onde estão localizados a maioria dos arranha-céus da cidade.

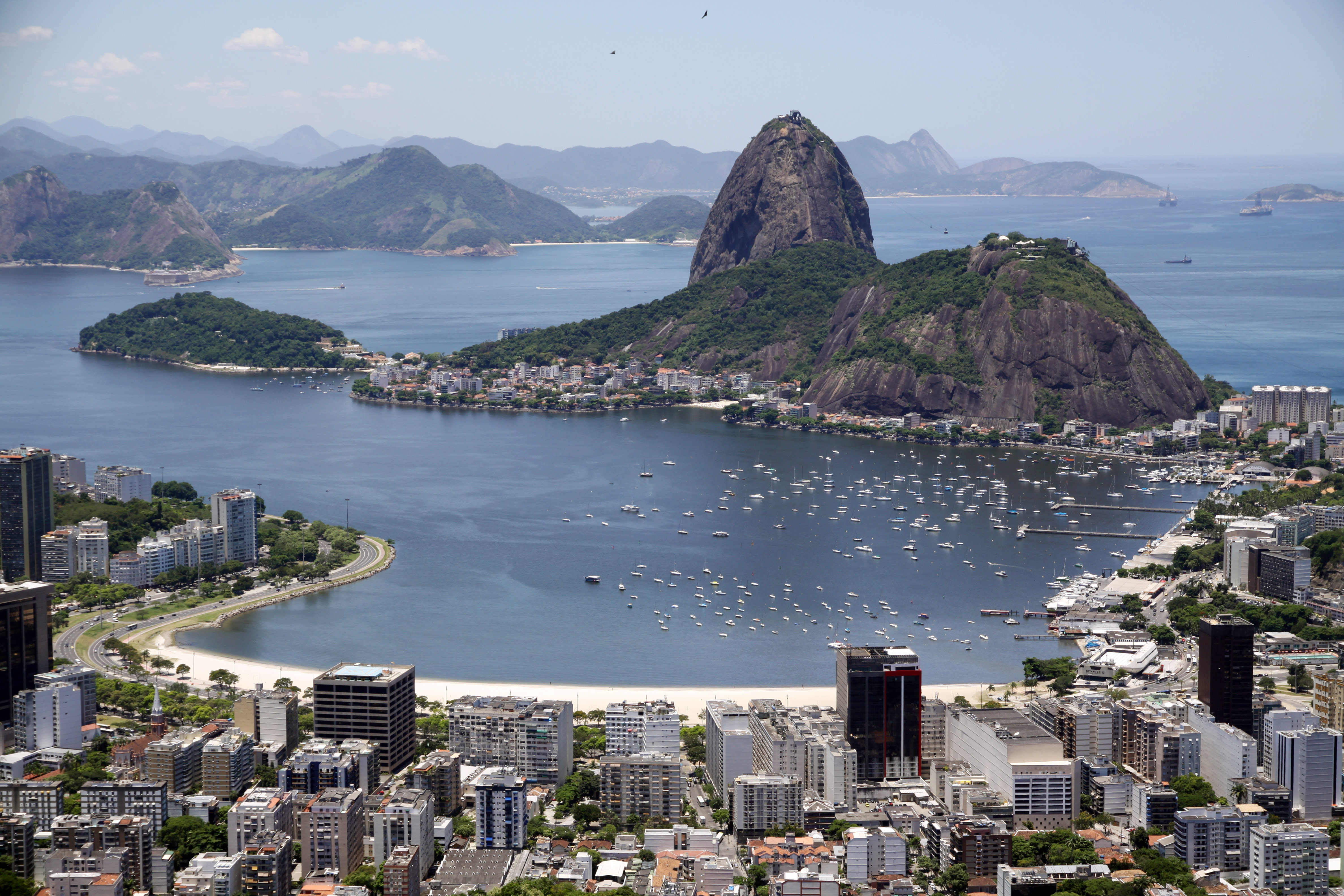
Zona Sul do Rio de Janeiro

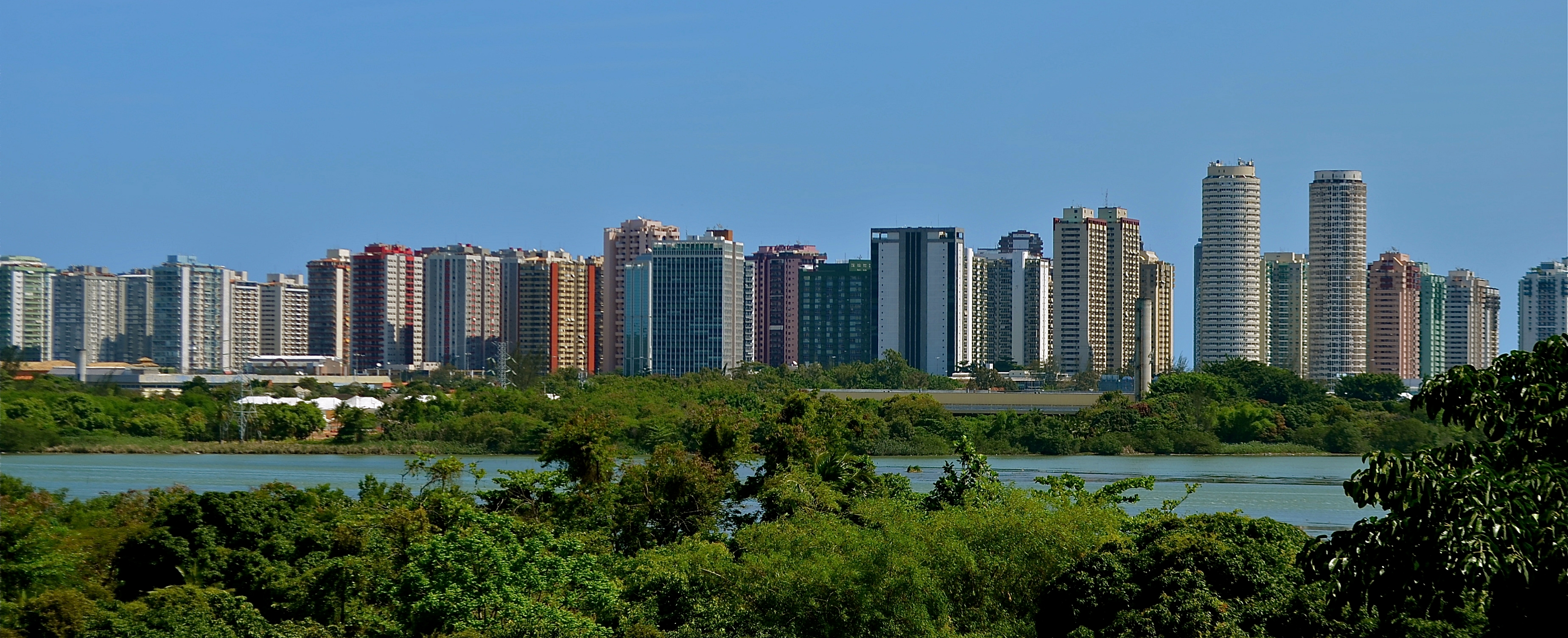
Barra da Tijuca, região com maior crescimento econômico da cidade.

| Posição | Nome                                                | Região          | Andares | Altura (m) |
| ------- | --------------------------------------------------- | --------------- | ------- | ---------- |
| 1       | Rio Sul Center                                      | Zona Sul        | 48      | 163        |
| 2       | Edifício Cidade de São Sebastião                    | Centro          | 40      | 146        |
| 3       | Edifício Santos Dumont                              | Centro          | 45      | 141        |
| 4       | Ventura Corporate Towers                            | Centro          | 38      | 140        |
| 5       | Edifício Linneo de Paula Machado                    | Centro          | 38      | 138        |
| 6       | Centro Candido Mendes                               | Centro          | 48      | 138        |
| 7       | Conde Pereira Carneiro                              | Centro          | 43      | 133        |
| 8       | Seculo Frontin                                      | Centro          | 40      | 131        |
| 9       | Bokel                                               | Centro          | 40      | 130        |
| 10      | Banco Central do Brasil                             | Centro          | 25      | 130        |
| 11      | BIG                                                 | Centro          | 37      | 125        |
| 12      | Morada do Sol VI                                    | Zona Sul        | 38      | 124        |
| 13      | Torre Charles de Gaule                              | Barra da Tijuca | 36      | 122        |
| 14      | Torre Ernest Hemingway                              | Barra da Tijuca | 36      | 122        |
| 15      | Morada do Sol VII                                   | Zona Sul        | 36      | 122        |
| 16      | Estação Central do Brasil                           | Centro          | 28      | 122        |
| 17      | Treze de Maio 33                                    | Centro          | 40      | 122        |
| 18      | Rio Metropolitan                                    | Centro          | 34      | 121        |
| 19      | Rodolpho De Paoli                                   | Centro          | 37      | 120        |
| 20      | Torre Almirante                                     | Centro          | 36      | 120        |
| 21      | Sede BNH                                            | Centro          | 30      | 120        |
| 22      | Morada do Sol II                                    | Zona Sul        | 36      | 119        |
| 23      | Edifício Martinelli                                 | Centro          | 31      | 119        |
| 24      | Citibank                                            | Centro          | 30      | 118        |
| 25      | Cidade do Carmo                                     | Centro          | 34      | 117        |
| 26      | Morada do Sol V                                     | Zona Sul        | 36      | 116        |
| 27      | Morada do Sol III                                   | Zona Sul        | 36      | 115        |
| 28      | Palácio Austregésilo de Athayde                     | Centro          | 30      | 115        |
| 29      | Edifício Lúcio Costa                                | Centro          | 34      | 115        |
| 30      | Manhattan Tower                                     | Centro          | 33      | 114        |
| 31      | Sede da Empresa Brasileira de Correios e Telegrafos | Centro          | 28      | 113        |
| 32      | Morada do Sol IV                                    | Zona Sul        | 34      | 113        |
| 33      | Barão de Javari                                     | Centro          | 32      | 113        |
| 34      | Sede do BNDES                                       | Centro          | 29      | 112        |
| 35      | Gustavo Sampaio 710                                 | Zona Sul        | 33      | 112        |
| 36      | Morada do Sol I                                     | Zona Sul        | 34      | 112        |
| 37      | Palácio da Economia                                 | Centro          | 32      | 110        |
| 38      | Edifício da Avenida Central                         | Centro          | 34      | 110        |
| 39      | Hotel Hilton Rio de Janeiro                         | Zona Sul        | 37      | 110        |
| 40      | Rio Flat Apart Hotel                                | Zona Sul        | 31      | 109        |
| 41      | Hotel Nacional                                      | Zona Sul        | 34      | 109        |
| 42      | Edificio Sede da Petrobras                          | Centro          | 29      | 108        |
| 43      | Centro Paulista                                     | Centro          | 32      | 108        |
| 44      | White Martins                                       | Centro          | 31      | 107        |
| 45      | Apolo                                               | Zona Sul        | 33      | 105        |
| 46      | Praia do Flamengo 200                               | Zona Sul        | 30      | 105        |
| 47      | Detran - RJ                                         | Centro          | 31      | 103        |
| 48      | Barramares Bloco VII                                | Barra da Tijuca | 32      | 103        |
| 49      | Epitácio Pessoa 3300                                | Zona Sul        | 33      | 101        |
| 50      | Barramares Bloco VI                                 | Barra da Tijuca | 33      | 101        |
| 51      | Edifício Cidade do Rio de Janeiro                   | Centro          | 32      | 101        |
| 52      | Barramares Bloco VIII                               | Barra da Tijuca | 32      | 100        |

## Referência
1. ↑  http://www.emporis.com/city/riodejaneiro-brazil
2. ↑  «Edifício do Banco do Brasil no Centro vai a leilão por 311 milhões de reais - Diário do Rio de Janeiro». 5 de dezembro de 2022. Consultado em 8 de agosto de 2025